# Exochus evetriae
Exochus evetriae är en stekelart som beskrevs av Sievert Allen Rohwer 1920. Exochus evetriae ingår i släktet Exochus och familjen brokparasitsteklar. Inga underarter finns listade i Catalogue of Life.